# Thomas Roseingrave
Thomas Roseingrave (* 1690 in Winchester; † 23. Juni 1766 in Dunleary Irland) war ein englischer Komponist, Organist und Cembalist des Hochbarock.

## Leben
Thomas Roseingrave wurde als Sohn eines aus Irland stammenden Kathedralorganisten Daniel Roseingrave (* um 1655 – 1727) geboren. Dieser schickte seinen Sohn, dessen erste musikalische Ausbildung er selbst übernahm, 1707 auf das Trinity College in Dublin. Thomas Roseingrave vollendete dieses Studium nicht, denn bereits 1709 wurde er von der Leitung der St. Patrick’s Cathedral zu weiterführenden Musikstudien nach Italien geschickt. In Venedig lernte er Domenico Scarlatti kennen, dieser beeindruckte Roseingrave so sehr, dass er berichtete: Ich dachte, dass „ten hundred devils had been at the instrument“, dass er einen Monat kein Instrument anrühren konnte. Roseingrave schloss mit Scarlatti eine enge Freundschaft und folgte ihm nach auf Reisen nach Rom und Neapel. Während seiner italienischen Jahre komponierte er erste Werke, die er nach seiner Rückkehr 1713 in Dublin aufführte. 1720 inszenierte er in London Domenico Scarlattis Oper Narciso, die am Haymarket Theatre aufgeführt wurde. 1725 wurde Roseingrave für ein bescheidenes Salär Organist an St. George’s am Hanover Square in London. Diese Position gab ihm genügend Freiraum für sein kompositorisches Schaffen.
Nach Aussage des Musikbiografen Charles Burney hatte Roseingrave die Fähigkeit, auch schwierige Stücke fremder Komponisten fehlerfrei vom Blatt zu spielen. Roseingraves Beziehung zu Scarlatti ging so weit, dass er eine englische Ausgabe mit dessen Werken publizierte. Zu den 95 Subscribenten gehörten Komponisten wie Arne, Avison, Boyce, Greene, Loeillet, Pepusch oder Stanley. Roseingraves eigene Kompositionen stehen aber nur geringfügig unter Scarlattis Einfluss. Seine Orgelmusik folgt der englischen Tradition von John Blow oder Henry Purcell.  
Die späteren Lebensjahre waren von zunehmender geistiger Verwirrung gezeichnet, Roseingrave musste seinen Organistenposten aufgeben und zog sich 1750 nach Dublin zurück, wo er 1753 sein letztes Werk, die Oper Phaedra and Hippolitus, inszenierte. Nach seinem Tod wurde er im Familiengrab in der St. Patrick’s Cathedral beigesetzt.

## Werke (Auswahl)

### Gedruckte Werke
- XII Solos for a German Flute with a through Bass for the Harpsichord (London)
- Eight Suits of Lessons for the Harpsicord or Spinnet (London, 1725)
- Voluntarys and Fugues made on Purpose for the Organ or Harpsichord (London, 1728)
- Introduction in XLII Suites de Pièces pour le Clavecin von Domenico Scarlatti (London, 1739)
- Six Double Fugues for the Organ or Harpsicord (London, 1750)
- A celebrated Concerto for the Harpsicord (London, ca. 1770)

### Weitere Werke
- Mehrere Anthems
- 24 Kantaten in 2 Sammlungen
- 3 Minuets für Violine und B. c.

## Medien
Gigue aus dem Sixth Sett aus Eight Suits...ⓘ